# End Love
«End Love» — песня альтернативной рок-группы OK Go с их третьего студийного альбома Of the Blue Colour of the Sky. Текст песни посвящён печальному периоду времени после окончания отношений. Музыкальное видео на песню было снято непрерывным кадром в течение 18 часов ещё с почти 200 часами дополнительного материала. Для сжатия отснятого материала в четырёхминутное видео использовались как ускоренная, так и замедленная съёмка.

## Музыкальное видео

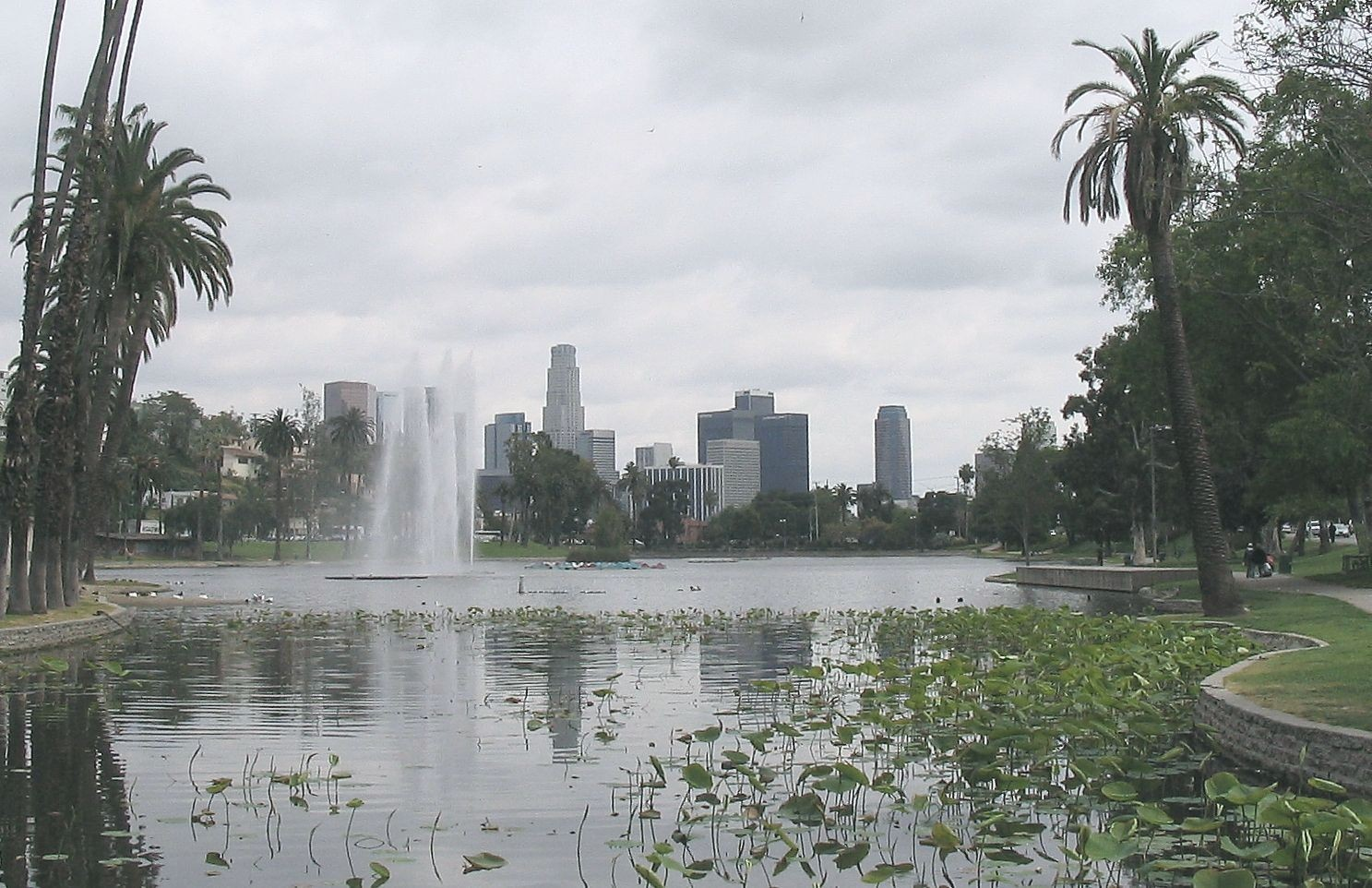
Эхо-Парк

Музыкальный клип на песню «End Love» был снят совместно Дамианом Кулашем, Джеффом Либерманом и Эриком Гюнтером в Эхо-Парк в Лос-Анджелесе 28 марта 2010 года. На видео показаны четыре участника OK Go, каждый из которых одет в однотонный неоновый спортивный костюм разных цветов, исполняющие движения под песню. Используя замедленную съёмку, группа создаёт определённые спецэффекты, такие как кажущееся движение без ходьбы, быстрое перемещение между двумя разными точками или игра цветов их спортивных костюмов в сочетании с этими эффектами. Кроме того, некоторые части видео были значительно замедлены, поскольку участники группы исполняют движение в унисон. Группа исполняла свои партии в течение 18 часов, в том числе ночью; в одном сегменте участники группы спят в спальных мешках, причем каждый участник по очереди «поёт» части текста в течение ночи. Ближе к концу видео группа начинает взаимодействовать с другими людьми таким же образом. Видео завершается ускоренной съёмкой фонтана в Эхо-Парке и горизонта Лос-Анджелеса, которая охватывает ещё почти восемь дней.

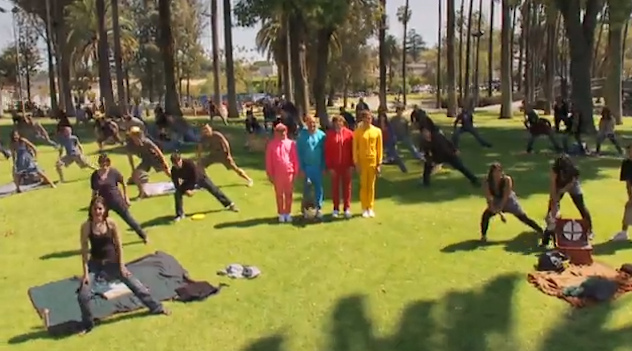
Участники OK Go в клипе на песню «End Love»

По словам Либермана, видео, включающее как основное выступление группы, так и снимки горизонта, было снято непрерывным кадром, состоящим из более чем миллиона кадров плёнки. Среднее сжатие видео по времени для большинства частей OK Go составляет около 270 раз по сравнению с реальным временем, в то время как замедленные сегменты были в 32 раза медленнее, чем в реальном времени. Отснятый материал горизонта Лос-Анджелеса был сжат в 172 800 раз, каждые 24 часа сокращаясь до 0,5-секундного кадра.
Во время видео часто можно заметить гуся породы тулузский, который бродит рядом с группой, невозмутимый их выступлением. Гусь известен завсегдатаям парка как Марио, хотя группа и съёмочная группа окрестили его Оранжевый Билл. Во время репетиций гусь пытался прогнать группу, но привык к ним через несколько дней, а затем стал сопровождать группу в самом клипе.
Премьера видео состоялась на фестивале Bonnaroo Music & Arts Festival 12 июня 2010 года, а затем была выпущена на YouTube 15 июня 2010 года. OK Go, теперь на их собственном лейбле Paracadute Recordings, после их предыдущих трудностей с EMI и Capitol Records из-за клипа на «This Too Shall Pass», также выпустили видео для бесплатного скачивания через свой веб-сайт, а также провели конкурс для зрителей, чтобы выиграть бесплатный iPad, который включал полные видео- и дискографию OK Go на тот момент.